# Синяя утка
Синяя утка (лат. Hymenolaimus malacorhynchos) — вид птиц из семейства утиных, единственный в одноимённом роде (Hymenolaimus). Эндемик Новой Зеландии. Птица изображена на обороте десятидолларовой новозеландской банкноты. Маори зовут её «fee-oh» и это название широко используется в новозеландском английском.

## Описание

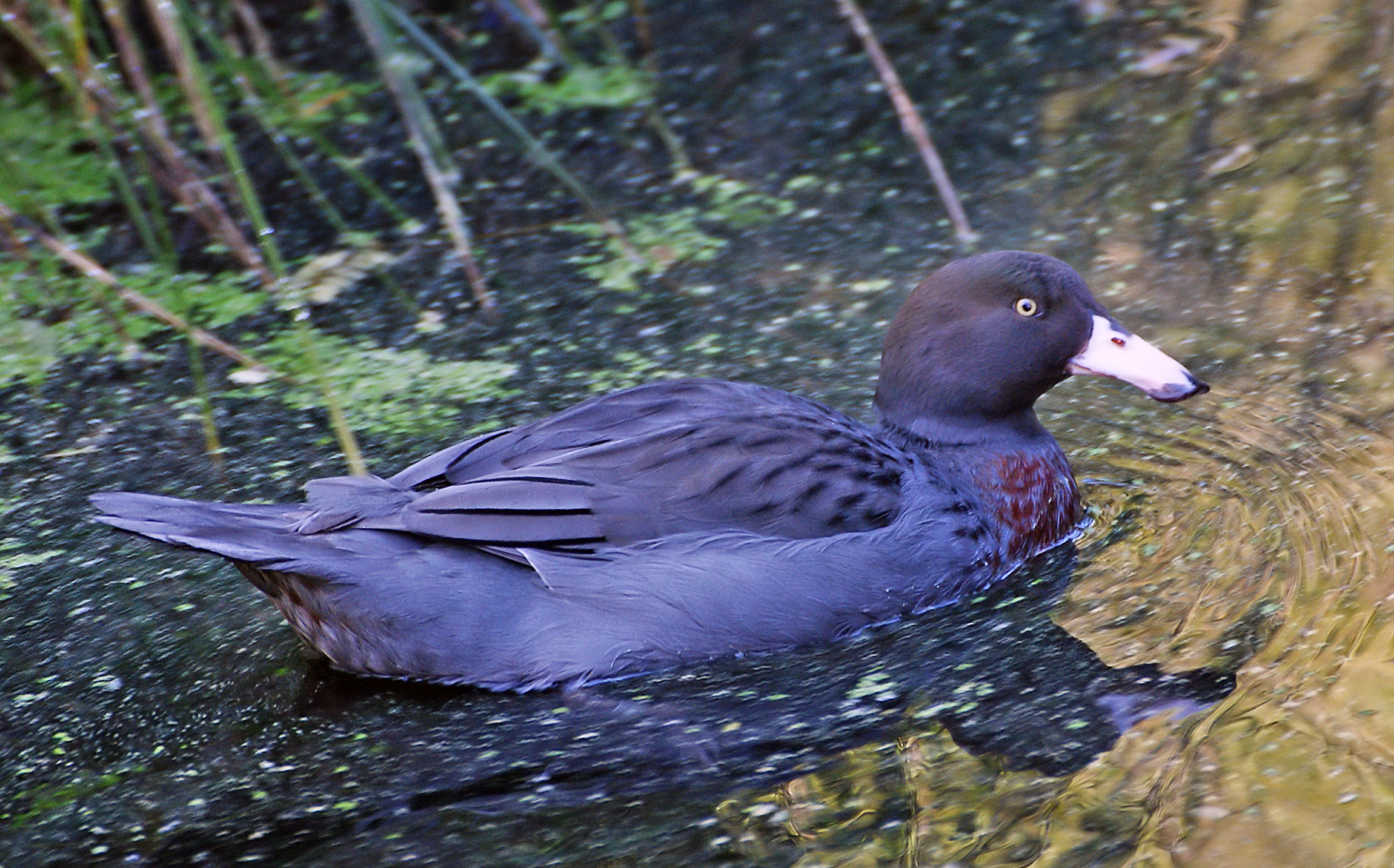

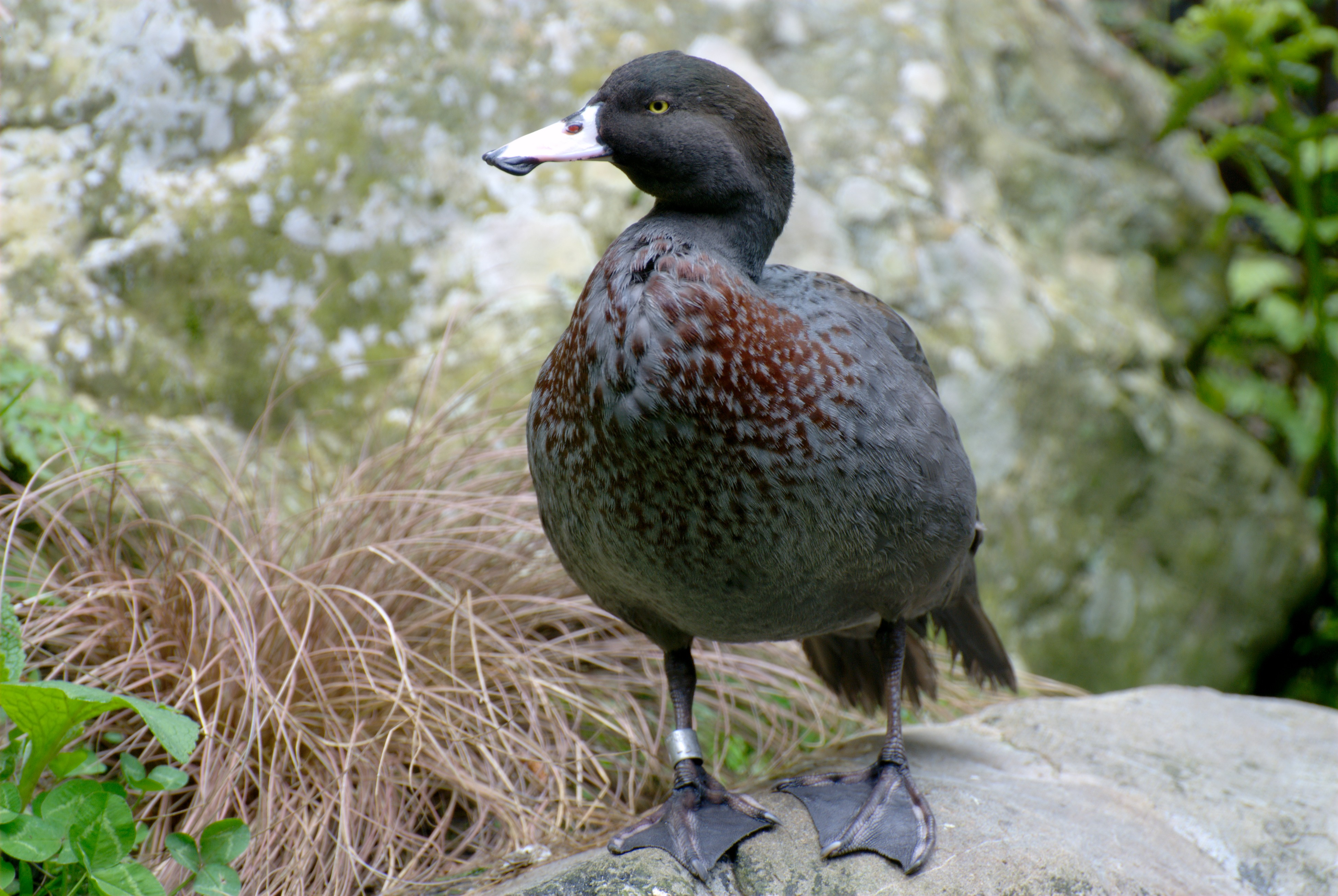

Длина 53—54 см, вес зависит от пола птицы.

## Поведение
Питаются практически исключительно водными беспозвоночными, изредка — растительной пищей. В кладке от 4 до 9 кремово-белых яиц.

## Охранный статус
МСОП присвоил таксону статус «Вымирающие виды» (EN).